# Homaliadelphus targionianus
Homaliadelphus targionianus là một loài Rêu trong họ Neckeraceae. Loài này được (Mitt.) Dixon & P. de la Varde miêu tả khoa học đầu tiên năm 1932.